# Riedelia alata
Riedelia alata là một loài thực vật có hoa trong họ Gừng. Loài này được Theodoric Valeton miêu tả khoa học đầu tiên năm 1913.

## Phân bố
Loài này được tìm thấy ở vùng hạ lưu sông Legal (Legarè ?) ở tây bắc đảo New Guinea, thuộc địa phận Indonesia. Mẫu vật điển hình: Jankowski 33 thu thập tháng 6 năm 1912. Lịch trình thám hiểm của Janowski R. Fr. trong tháng 6 năm 1912 là: Bờ đông vịnh Geelvink (nay là vịnh Cenderawasih), Moesairo, P. Mambor, Manokwari, sông Legarè (hay Legarei) đều thuộc tỉnh Papua nên loài này có trong tỉnh Papua.

## Lưu ý
Danh pháp Riedelia alata (Greville) Schrader & Fenner, 1976 là đồng nghĩa của Williamriedelia alata (Grev.) S.Blanco & C.E.Wetzel, 2016, một loài tảo cát đã tuyệt chủng trong họ Hemiaulaceae.